# Reza Namavar
Reza Namavar (Amstelveen, 30 oktober 1980) is een Nederlands componist.

## Opleiding
Namavar begon al jong met componeren. Toen hij 15 was had hij al twee orkeststukken geschreven en werd hij toegelaten tot de Jong Talentklas van Daan Manneke op het Conservatorium van Amsterdam. Hij studeerde toen naast compositie bij Daan Manneke ook piano bij Marjes Benoist. Daarna studeerde hij verder aan het Koninklijk Conservatorium in Den Haag bij Gilius van Bergeijk en Martijn Padding, waar hij in 2006 met een mastertitel afstudeerde. Hij volgde ook lessen bij Diderik Wagenaar en Louis Andriessen.

## Composities
Namavar schreef met name voor grotere ensembles. 
Tijdens zijn conservatoriumstudie schreef hij voor pianiste Laura Sandee een pianoconcert. In 2004 schreef hij een stuk voor het Asko Ensemble en ook in dat jaar werkte hij aan de "kinderlijke, absurde" multimediale film Groene Wiskunde. Het orkestwerk De Trompet werd in 2006 door het Residentie Orkest gespeeld. Tijdens de Boekenweek van 2006 werden een aantal van zijn stukken gespeeld door Ensemble Klang. Ook in 2006 was de eerste uitvoering van zijn compositie Raufarhafnarhreppur voor twee piano’s door Laura Sandee en Anna van Nieukerken, tijdens de Suite Muziekweek in het Muziekgebouw aan het IJ. In 2007 schreef hij de compositie Geld, ade, ich bin dein Müde voor het Nederlands Studenten Kamerorkest. In het kader van het Holland Festival 2007 schreef Namavar een mini altvioolconcert Schreeuwuijl speciaal geschreven voor altvioliste Susanne van Els en het Schönberg Ensemble onder leiding van Reinbert de Leeuw, ook uitgevoerd in het Muziekgebouw aan het IJ. Voor de 57e tournee van het Nederlands Studenten Orkest in 2009 componeerde Namavar het werk De Dauwboog.

### Oeuvre
- 2001 In principe wel voor ensemble
- 2002 Toto voor koperensemble
- 2003 Hè, van dat je zegt, pianoconcert
- 2004 Ja, nou kijk, ik bedoel
- 2004 Groene Wiskunde, voor de midi, geïnspireerd op Ravels L'enfant et les sortilèges, met beeld van Bernard van Willigen
- 2005 Glazenwassers, voor de midi,  In het kader van het Nederlands Film Festival
- 2006 De Trompet, voor symfonieorkest
- 2006 Bolderhey, voor ensemble
- 2006 Raufarhafnarhreppur, voor pianoduo
- 2007 Nastaran, voor blaasensemble
- 2007 Geld Ade, ich bin dein Müde voor kamerorkest
- 2007 Schreeuwuijl, altvioolconcert
- 2007 Rudimentair III, voor sopraansaxofoon en piano
- 2008 Draaijkomeet, tenorsaxofoonconcert
- 2008 De Trein naar Norilsk voor fanfare
- 2009 De Dauwboog, voor symfonieorkest
- 2009 J'accuse, voor ensemble
- 2009 De brief aan de duisternis, voor harmonium, sopraan en altfluit, op tekst van Toon Tellegen: Iedereen was er
- 2011 Heaviness of Heart voor sopraan, alt, tenor, bas, koor en orkest, geschreven voor het Amsterdams Bach Consort

## Prijzen en onderscheidingen
- 2002: Henriëtte Bosmansprijs voor zijn compositie In principe wel.
- 2017: Willem Breukerprijs